# 环岛路 (广州)
环岛路是广州市计划建设的一条环绕海珠区所在的海珠岛的道路，其通过利用原有珠江沿岸或靠近江边的道路（滨江路、南洲路等）或打通新建道路构成，预计建成42.2公里，至2020年5月，已建成24.5公里，在建5.2公里，处于前期研究阶段12.5公里。
最早于2009年，环岛路的建设工程就已经提出，纳入环岛路路段的已存在或建成的路段包括滨江路、阅江路和南洲路的部分；在建路段包括马涌—沙渡路段，华南快速干线—三围油库段，石岗路—大干围段；立项路段为三围油库—科韵路段、洲头咀—马涌段；未建路段为科韵路—琶洲大桥段、广州大桥—艺苑北路段、沙渡路—石岗路段以及大干围—南洲路段。
2008年，金沙路-沙渡路建成开通。2016年，金沙路至大阪仓后道路建成。
2019年1月26日，滨江西路-厚德路段建成开通，位于海珠区西部，连接滨江西路洲头咀尽头和洲头咀隧道旁的厚德路。
2020年5月1日，沥滘涌-南洲路段开通，位于海珠区南部，西接沥滘路，东连南洲路，全长约800米，宽26米。实现环岛路大干围—南洲路段这条海珠南部主要交通脉络基本形成。
2020年8月3日，海珠涌大桥开通，连接厚德路和太古仓及大阪仓江边的道路（最终至金沙路），从而打通了多年来的断头路，能有效缓解工业大道、洪德路的交通压力。不过由于桥梁经过之处仍有一户居民不满拆迁补偿，最终政府放弃谈判，更改桥梁设计，抬高桥面使房屋半埋在桥梁下方，车道绕过，并保留房屋出入的涵洞，在桥梁开通之后，众多市民参观该奇景，戏称为“海珠之眼”，并引起关于城市建设与拆迁问题的争议。